# Livoneca enigmatica
Livoneca enigmatica är en kräftdjursart som beskrevs av Fryer 1968. Livoneca enigmatica ingår i släktet Livoneca och familjen Cymothoidae. Inga underarter finns listade i Catalogue of Life.